# Коротко Олександр Шимонович
Олександр Шимонович Коротко (нар. 29 серпня 1952 Коростень, УРСР, СРСР) — поет, письменник, есеїст. Член Бельгійського ПЕН-клубу, Почесний член британського PEN-клубу English PEN. Академік Європейської академії наук, мистецтв і літератури, член Спілки письменників Ізраїлю.  Представник сучасного авангардного напрямку в філософській поезії.

## Біографія
Народився 29 серпня 1952 року в невеликому українському місті Коростень. Батько Шимон Срульєвіч Коротко, учасник Другої Світової війни. Протягом багатьох років був Головою Єврейської релігійної громади міста Сімферополь (Автономна республіка Крим). У його честь названий єврейський культурний центр — «Хесед  Шимон». Мати Марія Семенівна — технолог текстильної промисловості.
Олександр Коротко закінчив в Одесі середню школу № 21, потім здобув вищу економічну освіту в Одеському інституті народного господарства. Живе в Києві.

## Сім'я
Дружина Людмила, економіст за освітою, в минулому однокурсниця Олександра Коротко. Одружені з 1973 року. Дві дочки: старша Ганна закінчила Медичний університет, кандидат медичних наук, працює лікарем, молодша дочка Євгенія здобула освіту в Київському інституті міжнародних відносин. У Олександра троє онуків. Подружжя Коротко і сім'я старшої дочки живуть в Києві; молодша дочка з чоловіком і двома дітьми — в США.

## Творчість
Початок «офіційної» літературної діяльності припадає на другу половину 80-х, коли Олександр Коротко почав друкуватися в «Літературній газеті». Перша збірка віршів «Вікно» вийшла у видавництві «Молодь» в 1989 році. У творах переплелися і відгомони Срібного століття, традиції класичної поезії, і яскраво виражена модерністська спрямованість.
Олександр Коротко автор понад тридцять книг віршів і прози; твори включені до складу поетичних антологій, альманахів, журналів, а також Інтернет-видань різних країн. Багато з його творів перекладено на іврит, англійську, французьку, німецьку, польську, грецьку, хорватську та українську мови.
Поезія представлена віршами в одну строфу і більшими за формою, римованими і неримованими поетичними творами. У різні роки написані поеми «Авраам і Іцхак», «Йосип і Яаков», «Єрусалим», «Венеція», «Париж», «Бахчисарай», «Кохана сонцем», «Зорі назустріч», «Стус», «Набережна снів» і великі поетичні цикли «Трактати», «Послання» та інші.
Також він є автором поетичних книг: «Нічний колодязь», «Будні розуму», «Оплески мертвих рук», «Безбарвні сни» (укр. «Знебарвлені сни») в перекладах Бориса Чіпа, альбом однорядкових віршів «Транскрипція думки» з ілюстраціями караїмського художника Михайла Казаса, творчість якого належить до періоду Срібного століття, збірники «Є птахи розставання любові», «Вибране. Поетика».
До переліку видань також входять дев'ять книг, перекладених на інші мови. Поетичні книги: «По обидва боки любові» в перекладах на англійську Річарда Маккенна, «Тиші мурашник» в перекладах на французьку Олександра Карвовського, «Інтервенція сонця» в перекладах українською Людмили Брендак; книга-поема «Авраам і Іцхак» в перекладі на іврит Хави Корзакової вийшла в Ізраїлі. Перекладні видання: «La grenouille rouge» («Червона жаба») збірка віршів у перекладах на французьку Ніколь Лоран-Катріс і Дмитра Чистяка випущений в Парижі, «Irrazionalismo» («Ірраціональне») вірші в перекладі на англійську Анатолія Кудрявіцкого — в Дубліні. Книга прози «Місячній хлопчик» в перекладі українською Володимира Даниленка вийшла в Києві і «Ragazzo di luna» («Місячний хлопчик»), яку на італійську переклала Аннаріта Тавані, — в Мілані.
У авангардному київському «Театрі на Подолі» в 2001 році на основі ранньої поезії Олександра Коротка лауреатом Шевченківської премії, Народний артист України Віталій Малахов постаив спектакль «Квартал небожителів», який протягом декількох років входив до репертуару театру, а пізніше його показали в Київському національному Театрі драми імені Івана Франка.
У 2010 році знову була представлена читачам книга «Авраам і Іцхак», на цей раз сюжет отримав форму п'єси, яка була видана в Ізраїлі (Єрусалим, «Філобіблон», 2012).
Олександр Коротко брав участь в 3 Міжнародному «Бієнале поетів у Москві».
Останній масштабний проєкт «Поетичний вечір на двох», учасниками якого були Белла Ахмадуліна та Олександр Коротко, завершив епоху «великих залів» в 2000 році в Києві, на сцені національного театру драми імені Івана Франка.
Олександр Коротко був учасником серії передач на ізраїльських радіо «Коль Ісраель» і «Река». Одна із зустрічей в ефірі була записана і вийшла у вигляді аудіоальбому «Авраам і Іцхак» — поема прозвучала в авторському читанні.
З 2014 і до сьогодні працює в області поезії і прози, дав кілька великих інтерв'ю для інтернет-видань та друкованих видань.

## Нагороди і премії
- Лауреат літературної премії Академії ім. Міхая Емінеску (Румунія, 2017)[5].
- Лауреат Великій літературній премії «The Love of Freedom[8]» (Париж 2017)[20].
- Лауреат Літературної премії ім. Максиміліана Кирієнко-Волошина (Київ, 2018)[21].
- Лауреат літературної премії Premio Milano International, «Special Prize for Creativity» (Мілан, 2021).